# Hans Urs von Balthasar
Hans Urs von Balthasar (Luzern, 12 augustus 1905 – Bazel, 26 juni 1988) was een van de meest vooraanstaande katholieke theologen van de twintigste eeuw.

## Leven en werk
Von Balthasar groeide op in een katholiek gezin in Zwitserland en bezocht in zijn kinderjaren veelvuldig de kerk van de Franciscanen in Luzern. Hij was een broer van Renée von Balthasar.
Zijn humaniora volgde hij bij de Benedictijnen van Engelburg en de Jezuïeten in het Oostenrijkse Feldkirch. Daarna ging hij germanistiek en filosofie studeren in Wenen, Berlijn en Zürich en doctoreerde in de literatuurwetenschap op 27 oktober 1928 summa cum laude aan de protestantse Universiteit van Zürich op een proefschrift over eindtijdverwachtingen in de moderne Duitse letterkunde.
Op 18 november 1928 trad hij in als novice bij de Jezuïeten. Na studies filosofie en theologie werd hij op 26 juli 1936 tot priester gewijd. Hij vertaalde werken van Augustinus en Origenes en moderne, vooral Franse schrijvers als Paul Claudel. In 1940 werd hij studentenpastor te Bazel. In hetzelfde jaar ontmoette hij ook Adrienne von Speyr en begeleidde haar bij haar intrede in de Katholieke Kerk op het feest van Allerheiligen 1940. Van nu af aan zou zijn leven onlosmakelijk verbonden zijn met deze vrouw, die na het doopsel sub conditione ontvangen te hebben, vele mystieke genades ontvangen heeft. Samen met haar sticht hij een gemeenschap, de Johannesgemeinschaft, die als doel heeft om als leek in de wereld te leven, gebonden door de evangelische raden (armoede, zuiverheid, gehoorzaamheid). Hij verliet in 1946 met veel pijn de Sociëteit van Jezus "uit gehoorzaamheid aan Vader Ignatius". Hij nam niet deel aan het Tweede Vaticaans Concilie. In 1969 werd hij lid van de pauselijke Internationale Theologencommissie. Hij richtte in 1972 samen met enkele gelijkgestemde theologen, onder wie Joseph Ratzinger, het tijdschrift Communio op als een gematigder tegenhanger van het in 1965 gestarte Concilium, waarvoor hij eerder schreef.
Hij geniet bekendheid om zijn theologische beschouwingen over de Bijbelse openbaring als 'heilsdrama'. Met dit concept heeft hij ook anderen, zoals Raymund Schwager beïnvloed.
Hij werd door Paus Johannes-Paulus II kardinaal gecreëerd, maar hij stierf twee dagen voor het ontvangen van de kardinaalshoed op 26 juni 1988 in zijn huis te Bazel.
Von Balthasar heeft een uitgebreid oeuvre nagelaten, dat uit meer dan duizend boeken en artikelen bestaat.

## Belangrijke publicaties
- Karl Barth. Darstellung und Deutung seiner Theologie (Keulen 1951)
- Die Gottesfrage des heutigen Menschen (Wenen 1956)
- Glaubhaft ist nur Liebe (Einsiedeln 1963)
- Skizzen zur Theologie (5 dln., Einsiedeln 1960-1986) - I: Verbum Caro, II: Sponsa Verbi, III: Spiritus Creator, IV: Pneuma und Institution, V: Homo creatus est
- Herrlichkeit, eine theologische Ästhetik (3 dln., Einsiedeln 1962-1965) - I: Schau der Gestalt, II: Fächer der Stille, III: Im Raum der Metaphysik
- Theodramatik (4 dln., Einsiedeln, 1973-1983)
- Henri de Lubac. Sein organisches Lebenswerk (Einsiedeln 1976)
- Theologik (3 dln., Einsiedeln 1985-1987) - I: Wahrheit der Welt, II: Wahrheit Gottes, III: Der Geist der Wahrheit